# Hull (Iowa)
Hull ist eine Kleinstadt (mit dem Status „City“) im Sioux County im US-amerikanischen Bundesstaat Iowa. Das U.S. Census Bureau hat bei der Volkszählung 2020 eine Einwohnerzahl von 2.384 ermittelt.

## Geografie
Hull liegt im Nordwesten Iowas. Der am Big Sioux River gelegene Schnittpunkt der drei Bundesstaaten Iowa, South Dakota und Minnesota befindet sich 70 km nordwestlich von Hull. Nach Nebraska sind es 90 km in südsüdwestlicher Richtung.
Die geografischen Koordinaten von Hull sind 43° 11′ N, 96° 8′ W. Das Stadtgebiet erstreckt sich über eine Fläche von 3,11 km² und verteilt sich über die Buncombe und die Logan Township.
Nachbarorte von Hull sind George (28,8 km nordöstlich), Boyden (11,2 km östlich), Orange City (26,4 km südsüdöstlich), Sioux Center (15,6 km südsüdwestlich), Rock Valley (15,6 km westnordwestlich) und Doon (18,1 km nordwestlich).
Die nächstgelegenen größeren Städte sind die Twin Cities in Minnesota (Minneapolis und Saint Paul) (361 km nordöstlich), Iowas Hauptstadt Des Moines (374 km südöstlich), Nebraskas größte Stadt Omaha (249 km südlich), Sioux City (87,4 km südsüdwestlich) und South Dakotas größte Stadt Sioux Falls (83 km nordwestlich).

## Verkehr
Der U.S. Highway 18 führt in West-Ost-Richtung als wichtigste Verkehrsachse durch das Stadtgebiet von Hull. Zwei Kilometer westlich des Stadtgebiets verläuft in Nord-Süd-Richtung der U.S. Highway 75. Alle weiteren Straßen sind untergeordnete Landstraßen, teils unbefestigte Fahrwege sowie innerörtliche Verbindungsstraßen.
Mit dem Sioux Center Municipal Airport befindet sich 11 km südsüdwestlich ein kleiner Flugplatz für die Allgemeine Luftfahrt und den Lufttaxiverkehr. Die nächsten Verkehrsflughäfen sind der Sioux Gateway Airport in Sioux City (101 km südsüdwestlich) und der Sioux Falls Regional Airport (89 km nordwestlich).

## Geschichte
Der heutige Ort wurde 1878 als Pattersonville gegründet. Später wurde der Name in Winland geändert. Im Jahr 1886 wurde die Siedlung als selbständige Kommune inkorporiert. 1887 wurde der Name nach einer Petition der Bewohner nach dem Politiker John A. T. Hull auf den heutigen Namen geändert.

## Bevölkerung
Nach der Volkszählung im Jahr 2010 lebten in Hull 2175 Menschen in 741 Haushalten. Die Bevölkerungsdichte betrug 699,4 Einwohner pro Quadratkilometer. In den 741 Haushalten lebten statistisch je 2,85 Personen.
Ethnisch betrachtet setzte sich die Bevölkerung zusammen aus 92,6 Prozent Weißen, 0,4 Prozent Afroamerikanern, 0,6 Prozent amerikanischen Ureinwohnern, 0,7 Prozent Asiaten sowie 5,1 Prozent aus anderen ethnischen Gruppen; 0,1 Prozent stammten von zwei oder mehr Ethnien ab. Unabhängig von der ethnischen Zugehörigkeit waren 9,1 Prozent der Bevölkerung spanischer oder lateinamerikanischer Abstammung.
30,5 Prozent der Bevölkerung waren unter 18 Jahre alt, 53,9 Prozent waren zwischen 18 und 64 und 15,6 Prozent waren 65 Jahre oder älter. 50,2 Prozent der Bevölkerung waren weiblich.
Im Jahr 2013 lag das mittlere jährliche Einkommen eines Haushalts bei 54.125 USD. Das Pro-Kopf-Einkommen betrug 22.125 USD. 6,7 Prozent der Einwohner lebten unterhalb der Armutsgrenze.

## Persönlichkeiten
- Randy Feenstra (* 1969), Politiker